# Клубний чемпіонат світу з футболу 2023
Клубний чемпіонат світу з футболу 2023 — футбольний турнір, який пройшов в грудні 2023 року в Саудівській Аравії. Він став 20-им розіграшем Клубного чемпіонату світу з футболу (турніру, який організовує ФІФА між переможцями клубних турнірів кожної з шести конфедерацій та чемпіоном приймаючої країни). Це також був останній клубний чемпіонат світу у форматі семи команд, оскільки наступний турнір, який відбудеться в Сполучених Штатах у 2025 році, отримав формат із 32 команд. Формат, у якому змагатимуться лише чемпіони з кожної конфедерації, отримає назву Міжконтинентальний кубок ФІФА і розпочнеться у 2024 році.
Цей розіграш виграла англійська команда «Манчестер Сіті», перемігши бразильську команду «Флуміненсе» з рахунком 4:0.

## Вибір господарів
Хоча на 2025 рік заплановано розширений формат проведення Клубного чемпіонату світу, який проходитиме раз на чотири роки, ФІФА 13 лютого 2023 року підтвердила, що турнір 2023 року буде проведено за старою схемою. Раніше того ж місяця UOL Esporte повідомив, що Саудівська Аравія зацікавлена у проведенні клубних чемпіонатів світу 2023 та 2024 років. 14 лютого Рада ФІФА затвердила Саудівську Аравію як приймаючу сторону турніру 2023 року.

## Учасники
| Команда                                      | Конфедерація         | Кваліфікація                                     | Дата кваліфікації    | Участь у турнірі                                                           |
| Проходять у півфінал                         | Проходять у півфінал | Проходять у півфінал                             | Проходять у півфінал | Проходять у півфінал                                                       |
| -------------------------------------------- | -------------------- | ------------------------------------------------ | -------------------- | -------------------------------------------------------------------------- |
| Флуміненсе                                   | КОНМЕБОЛ             | Переможець Кубка Лібертадорес 2023               | 4 листопада 2023     | Дебют                                                                      |
| Манчестер Сіті                               | УЄФА                 | Переможець Ліги чемпіонів УЄФА 2022/23           | 10 червня 2023       | Дебют                                                                      |
| Проходять до чвертьфіналу                    |                      |                                                  |                      |                                                                            |
| Леон                                         | КОНКАКАФ             | Переможець Ліги чемпіонів КОНКАКАФ 2023          | 4 червня 2023        | Дебют                                                                      |
| Аль-Аглі                                     | КАФ                  | Переможець Ліги чемпіонів КАФ 2022/23            | 9 червня 2023        | 9 (Попередні: 2005, 2006, 2008, 2012, 2013, 2020, 2021, 2022)              |
| Урава Ред Даймондс                           | АФК                  | Переможець Ліги чемпіонів АФК 2022               | 6 травня 2023        | 3 (Попередні: 2007, 2017)                                                  |
| Проходять у плей-оф за вихід до чвертьфіналу |                      |                                                  |                      |                                                                            |
| Окленд Сіті                                  | ОФК                  | Ліга чемпіонів ОФК 2023                          | 27 травня 2023       | 11 (Попередні: 2006, 2009, 2011, 2012, 2013, 2014, 2015, 2016, 2017, 2022) |
| Аль-Іттіхад                                  | АФК (господарі)      | Переможець чемпіонату Саудівської Аравії 2022/23 | 27 травня 2023       | 2 (Попередні: 2005)                                                        |

## Стадіони
26 червня 2023 року ФІФА і Федерація футболу Саудівської Аравії підтвердили, що всі матчі турніру проходитимуть у місті Джидда на двох стадіонах.
| Джидда | Джидда                     | Джидда                                   |
| ------ | -------------------------- | ---------------------------------------- |
| Джидда | Король Абдалла Спортс Сіті | Стадіон імені принца Абдулли аль-Файсала |
| Джидда | Місткість: 62,345          | Місткість: 27,000                        |
| Джидда |                            |                                          |

## Арбітри
3 листопада 2023 року ФІФА оголосила, що на турнір призначено п'ять головних арбітрів, десять асистентів і вісім відеоасистент арбітра
| Конфедерація | Арбітр                                | Асистент                                                                      | Відеоасистент                                                                                 |
| ------------ | ------------------------------------- | ----------------------------------------------------------------------------- | --------------------------------------------------------------------------------------------- |
| АФК          | Мохаммед Аль-Хоїш (Саудівська Аравія) | - Халаф Аль-Шаммарі (Саудівська Аравія) - Ясір Аль-Султан (Саудівська Аравія) | Хаміс аль-Маррі (Катар)                                                                       |
| CAF          | Жан Жак Ндала Нгамбо (ДР Конго)       | - Елвіс Нупу (Камерун) - Арсеніо Марінгуле (Мозамбік)                         | Аділь Зурак (Марокко)                                                                         |
| КОНКАКАФ     | Торі Пенсо (США)                      | - Брук Мейо (США) - Кетрін Несбітт (США)                                      | Татьяна Гусман (Нікарагуа)                                                                    |
| КОНМЕБОЛ     | Хесус Валенсуела (Венесуела)          | - Хорхе Уррего (Венесуела) - Туліо Морено (Венесуела)                         | - Хуан Сото (Венесуела) - Хуан Лара (Чилі)                                                    |
| УЄФА         | Шимон Марциняк (Польща)               | - Томаш Лісткевич (Польща) - Адам Купсік (Польща)                             | - Томаш Квятковський (Польща) - Алехандро Ернандес Ернандес (Іспанія) - Іван Бебек (Хорватія) |

На турнір також було призначено одного допоміжного арбітра.
| Конфедерація | Допоміжний арбітр                       |
| ------------ | --------------------------------------- |
| ОФК          | Кемпбелл-Кірк Кавана-Во (Нова Зеландія) |

## Склади
Кожна команда мала надати склад з 23-х гравців (три з яких були воротарями). Заміна травмованих у заявці дозволена за 24 години до першого матчу команди на турнірі.

## Матчі
|  | Плей-оф            | Плей-оф            |                    |      | Чвертьфінали       | Чвертьфінали       |  |  | Півфінали | Півфінали |  |  | Фінал              | Фінал |
|  | 12 грудня — Джидда |                    |                    |      |                    |                    |  |  |           |           |  |  |                    |       |
|  | Окленд Сіті        | 0                  |                    |      | 15 грудня — Джидда | 15 грудня — Джидда |  |  |           |           |  |  |                    |       |
|  | Окленд Сіті        | 0                  |                    |      | 15 грудня — Джидда | 15 грудня — Джидда |  |  |           |           |  |  |                    |       |
|  | Аль-Іттіхад        | 3                  |                    |      | Аль-Аглі           | 3                  |  |  |           |           |  |  |                    |       |
|  | Аль-Іттіхад        | 3                  | 18 грудня — Джидда |      | Аль-Аглі           | 3                  |  |  |           |           |  |  |                    |       |
|  |                    |                    |                    |      | Аль-Іттіхад        | 1                  |  |  |           |           |  |  |                    |       |
|  | Аль-Аглі           | 0                  |                    |      | Аль-Іттіхад        | 1                  |  |  |           |           |  |  |                    |       |
|  | Аль-Аглі           | 0                  |                    |      |                    |                    |  |  |           |           |  |  |                    |       |
|  |                    |                    | Флуміненсе         | 2    |                    |                    |  |  |           |           |  |  |                    |       |
|  |                    |                    | Флуміненсе         | 2    |                    |                    |  |  |           |           |  |  |                    |       |
|  |                    |                    | 22 грудня — Джидда |      |                    |                    |  |  |           |           |  |  |                    |       |
|  |                    |                    |                    |      |                    |                    |  |  |           |           |  |  |                    |       |
|  | Флуміненсе         | 0                  |                    |      |                    |                    |  |  |           |           |  |  |                    |       |
|  | Флуміненсе         | 0                  | 15 грудня — Джидда |      |                    |                    |  |  |           |           |  |  |                    |       |
|  |                    | Манчестер Сіті     | 4                  |      |                    |                    |  |  |           |           |  |  |                    |       |
|  |                    |                    | 4                  | Леон | 0                  |                    |  |  |           |           |  |  |                    |       |
|  | 19 грудня — Джидда |                    |                    | Леон | 0                  |                    |  |  |           |           |  |  |                    |       |
|  |                    | Урава Ред Даймондс | 1                  |      |                    |                    |  |  |           |           |  |  |                    |       |
|  | Урава Ред Даймондс | Урава Ред Даймондс | 1                  | 0    |                    |                    |  |  |           |           |  |  |                    |       |
|  | Урава Ред Даймондс |                    | Матч за 3-тє місце | 0    |                    |                    |  |  |           |           |  |  |                    |       |
|  |                    |                    | Манчестер Сіті     | 3    |                    |                    |  |  |           |           |  |  |                    |       |
|  | Аль-Аглі           | 4                  | Манчестер Сіті     | 3    |                    |                    |  |  |           |           |  |  |                    |       |
|  | Аль-Аглі           | 4                  |                    |      |                    |                    |  |  |           |           |  |  |                    |       |
|  | Урава Ред Даймондс | 2                  |                    |      |                    |                    |  |  |           |           |  |  |                    |       |
|  | Урава Ред Даймондс | 2                  |                    |      |                    |                    |  |  |           |           |  |  |                    |       |
|  |                    |                    |                    |      |                    |                    |  |  |           |           |  |  | 22 грудня — Джидда |       |

Всі матчі вказані за Аравійським часом (UTC+3).

### Плей-оф
| 12 грудня 2023 21:00 |

| Аль-Іттіхад                                | 3–0      | Окленд Сіті |
| ------------------------------------------ | -------- | ----------- |
| - Ромаріньйо 29' - Канте 34' - Бензема 40' | Протокол |             |

| Король Абдалла Спортс Сіті, Джидда Глядачів: 50 248 Арбітр: Торі Пенсо (США) |

### Чвертьфінали
| 15 грудня 2023 17:30 |

| Леон | 0–1      | Урава Ред Даймондс |
| ---- | -------- | ------------------ |
|      | Протокол | - Схалк 78'        |

| Стадіон імені принца Абдулли аль-Файсала, Джидда Глядачів: 2 525 Арбітр: Жан Жак Ндала Нгамбо (ДР Конго) |

| 15 грудня 2023 21:00 |

| Аль-Аглі                                       | 3–1      | Аль-Іттіхад     |
| ---------------------------------------------- | -------- | --------------- |
| - Маалул 21' (пен.) - Аль-Шахат 59' - Ашур 62' | Протокол | - Бензема 90+2' |

| Король Абдалла Спортс Сіті, Джидда Глядачів: 56 111 Арбітр: Хесус Валенсуела (Венесуела) |

### Півфінали
| 18 грудня 2023 21:00 |

| Флуміненсе                   | 2–0      | Аль-Аглі |
| ---------------------------- | -------- | -------- |
| Аріас 71' (пен.) Кеннеді 90' | Протокол |          |

| Король Абдалла Спортс Сіті, Джидда Глядачів: 34 986 Арбітр: Шимон Марциняк (Польща) |

| 19 грудня 2023 21:00 |

| Урава Ред Даймондс | 0–3      | Манчестер Сіті                             |
| ------------------ | -------- | ------------------------------------------ |
|                    | Протокол | Гейбротен 45+1' (аг) Ковачич 52' Сілва 59' |

| Король Абдалла Спортс Сіті, Джидда Глядачів: 40 127 Арбітр: Мохаммед Аль-Хоаіш (Саудівська Аравія) |

### Матч за 3-тє місце
| 22 грудня 2023 17:30 |

| Аль-Аглі                                                   | 4–2      | Урава Ред Даймондс             |
| ---------------------------------------------------------- | -------- | ------------------------------ |
| - Ібрагім 19' - Тау 25' - Коїдзумі 60' (аг) - Маалул 90+8' | Протокол | - Канте 43' - Шольц 54' (пен.) |

| Стадіон імені принца Абдулли аль-Файсала, Джидда Глядачів: 10 290 Арбітр: Торі Пенсо (США) |

### Фінал
| 22 грудня 2023 21:00 |

| Флуміненсе | 0–4      | Манчестер Сіті                                 |
| ---------- | -------- | ---------------------------------------------- |
|            | Протокол | - Альварес 1', 88' - Ніно 27' (аг) - Фоден 72' |

| Король Абдалла Спортс Сіті, Джидда Глядачів: 52 601 Арбітр: Шимон Марциняк (Польща) |

## Підсумкова таблиця
| М | Клуб                 | О | І | В | Н | П | ГЗ | ГП | РГ |
| - | -------------------- | - | - | - | - | - | -- | -- | -- |
| 1 | Манчестер Сіті       | 6 | 2 | 2 | 0 | 0 | 7  | 0  | +7 |
| 2 | Флуміненсе           | 3 | 2 | 1 | 0 | 1 | 2  | 4  | -2 |
| 3 | Аль-Аглі (Каїр)      | 6 | 3 | 2 | 0 | 1 | 7  | 5  | +2 |
| 4 | Урава Ред Даймондс   | 3 | 3 | 1 | 0 | 2 | 3  | 7  | –4 |
| 5 | Аль-Іттіхад (Джидда) | 3 | 2 | 1 | 0 | 1 | 4  | 3  | +1 |
| 6 | Леон                 | 0 | 1 | 0 | 0 | 1 | 0  | 1  | –1 |
| 7 | Окленд Сіті          | 0 | 1 | 0 | 0 | 1 | 0  | 3  | –3 |

## Бомбардири
| № | Гравець           | Клуб                 | Голів |
| - | ----------------- | -------------------- | ----- |
| 1 | Хуліан Альварес   | Манчестер Сіті       | 2     |
| 1 | Карім Бензема     | Аль-Іттіхад (Джидда) | 2     |
| 1 | Алі Маалул        | Аль-Аглі (Каїр)      | 2     |
| 4 | Джон Аріас        | Флуміненсе           | 1     |
| 4 | Емам Ашур         | Аль-Аглі (Каїр)      | 1     |
| 4 | Бернарду Сілва    | Манчестер Сіті       | 1     |
| 4 | Хуссейн Аль-Шахат | Аль-Аглі (Каїр)      | 1     |
| 4 | Філ Фоден         | Манчестер Сіті       | 1     |
| 4 | Яссер Ібрагім     | Аль-Аглі (Каїр)      | 1     |
| 4 | Хосе Канте        | Урава Ред Даймондс   | 1     |
| 4 | Н'Голо Канте      | Аль-Іттіхад (Джидда) | 1     |
| 4 | Джон Кеннеді      | Флуміненсе           | 1     |
| 4 | Матео Ковачич     | Манчестер Сіті       | 1     |
| 4 | Ромаріньйо        | Аль-Іттіхад (Джидда) | 1     |
| 4 | Алекс Схалк       | Урава Ред Даймондс   | 1     |
| 4 | Александер Шольц  | Урава Ред Даймондс   | 1     |
| 4 | Персі Тау         | Аль-Аглі (Каїр)      | 1     |

Автоголи
- Маріус Гейбротен (Урава Ред Даймондс, проти Манчестер Сіті)
- Йосіо Коїдзумі (Урава Ред Даймондс, проти Аль-Аглі (Каїр))
- Ніно (Флуміненсе, проти Манчестер Сіті)

## Нагороди
За підсумками турніру були вручені наступні нагороди:
| Золотий м'яч               | Срібний м'яч                | Бронзовий м'яч          |
| -------------------------- | --------------------------- | ----------------------- |
| Родрі (Манчестер Сіті)     | Кайл Вокер (Манчестер Сіті) | Джон Аріас (Флуміненсе) |
| Нагорода ФІФА за чесну гру |                             |                         |
| Аль-Іттіхад (Джидда)       |                             |                         |

ФІФА також називала найкращого гравця матчу в кожній грі на турнірі:
| Матч | Гравець матчу   | Клуб                 | Суперник             | Прим.  |
| ---- | --------------- | -------------------- | -------------------- | ------ |
| 1    | Н'Голо Канте    | Аль-Іттіхад (Джидда) | Окленд Сіті          | [ 13 ] |
| 2    | Марван Аттіа    | Аль-Аглі (Каїр)      | Аль-Іттіхад (Джидда) | [ 14 ] |
| 3    | Йосіо Коїдзумі  | Урава Ред Даймондс   | Леон                 | [ 15 ] |
| 4    | Андре           | Флуміненсе           | Аль-Аглі (Каїр)      | [ 16 ] |
| 5    | Родрі           | Манчестер Сіті       | Урава Ред Даймондс   | [ 17 ] |
| 6    | Емам Ашур       | Аль-Аглі (Каїр)      | Урава Ред Даймондс   | [ 18 ] |
| 7    | Хуліан Альварес | Манчестер Сіті       | Флуміненсе           | [ 19 ] |

## Спонсори
Презентуючий партнер
- Visit Saudi

Партнери FIFA
- Adidas
- Кока-кола
- Qatar Airways
- Visa
- Wanda Group